# التعليم في أبو ظبي

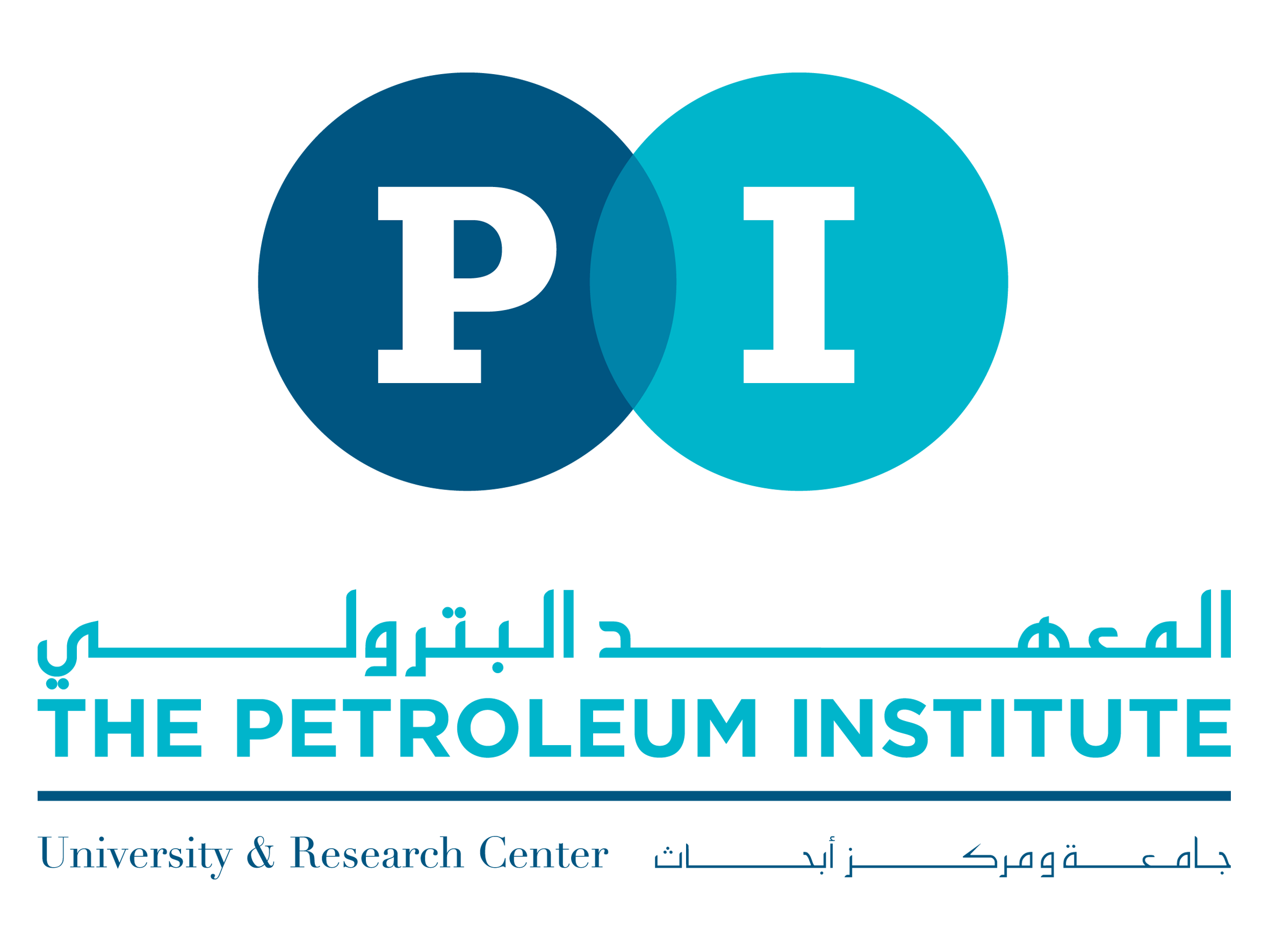
شعار معهد البترول – رمز أكاديمي لمؤسسة تعليمية متخصصة في دراسات النفط والطاقة في أبوظبي، الإمارات العربية المتحدة

أبو ظبي عاصمة الإمارات العربية المتحدة موطن لمجموعة متنوعة من المدارس والجامعات الخاصة الدولية والمحلية التي تدرس بلغات شتى يتحدث بها سكان أبوظبي. وتخضع هذه المدارس لدائرة التعليم والمعرفة بأبو ظبي ووزارة التربية والتعليم في دولة الإمارات العربية المتحدة.

## قائمة المؤسسات التعليمية

### المدارس الابتدائية والثانوية
تقع مدارس شتى في المنطقة التعليمية [الإنجليزية].
- مدارس أدنوك
- مدرسة أي بي سي الخاصة
- حضانة بيكابو
- أبو ظبي جرامر سكول (كندا/نوفا سكوشا)
- مدرسة أبو ظبي الهندية
- مدرسة أبو ظبي الدولية
- مدرسة المنارة
- مدارس النهضة الوطنية [الإنجليزية]
- مدرسة النور الهندية الاسلامية
- مدرسة القيم للشراكات التعليمية
- مدرسة الرياض للشراكات التعليمية
- مدرسة العزم للشراكات التعليمية
- مدرسة المجد للشراكات التعليمية
- مدارس التكنولوجيا التطبيقية
- مدرسة السمحة
- روضة المرجان
- مدرسة الطويلة الابتدائية
- مدرسة النجاح الخاصة
- أكاديمية الورود [الإنجليزية]
- مدرسة الراحة الدولية
- مدرسة آمنة بنت وهب
- مدرسة أشبال القدس الثانوية الخاصة
- المدرسة الأسيوية الدولية الخاصة
- حضانة بدايتي
- حضانة برايت كيدز
- مدرسة برايت رايدرز
- كلية برايتونذ [الإنجليزية]
- المدرسة الكندية الدولية
- مدرسة الإمارات الخاصة
- أكاديمية الإمارات للمستقبل الدولية
- مدرسة وروضة أطفال وحضانة جيجلز الإنجليزية
- مدرسة لاندوس العامة
- مدرسة الجالية الأميركية في أبو ظبي
- المدرسة الأمريكية الدولية في أبو ظبي
- المدرسة البريطانية - الخبيرات
- مدرسة كامبريدج الثانوية
- حضانة مدرسة الخطوات الأولى
- المدرسة الألمانية أبوظبي
- مدرسة الإصلاحية الإسلامية الهندية
- المدرسة الأكاديمية الدولية أبوظبي
- مدرسة المجتمع الدولي
- International School of Choueifat, Abu Dhabi
- مدرسة إسلامية الإنجليزية
- مدرستنا الثانوية الإنجليزية الخاصة [الإنجليزية]
- مدرسة بايونيرز الدولية الخاصة
- مدرسة بيسكو الخاصة
- المدرسة الوطنية الفلبينية
- مدرسة ريتش البريطانية
- مدرسة الشيخ خليفة بن زايد العربية الباكستانية
- مدرسة الشيخ خليفة بن زايد البنغلاديشية الإسلامية
- أكاديمية شيروود
- مدرسة القديس يوسف
- حضانة سفينة نوح
- حضانة تويتي أبو ظبي
- مدرسة الزهرة الصغيرة (ب)
- مدرسة أم عمار الثانوية
- مدرسة الحكمة الثانوية
- مدرسة صن رايز الانجليزية الخاصة
- معهد التكنولوجيا التطبيقية
- مدرسة سانت جوزيف الثانوية أبوظبي
- مدرسة ميريلاند الدولية

### معاهد تنمية المهارات
- معهد الخبراء العرب للتدريب

### الكليات والجامعات
- جامعة أبو ظبي
- كلية الخوارزمي الدولية
- جامعة العين للعلوم والتكنولوجيا
- جامعة الحصن
- الكلية الأوروبية الدولية
- كليات التقنية العليا
- إنسياد
- جامعة خليفة
- معهد مصدر للعلوم والتكنولوجيا
- جامعة محمد بن زايد للذكاء الاصطناعي
- معهد نيويورك للتكنولوجيا
- جامعة نيويورك أبو ظبي
- المعهد البترولي
- أكاديمية نيويورك للأفلام
- جامعة السوربون أبو ظبي
- جامعة ستراثكلايد
- جامعة زايد